# Verdrag van Córdoba

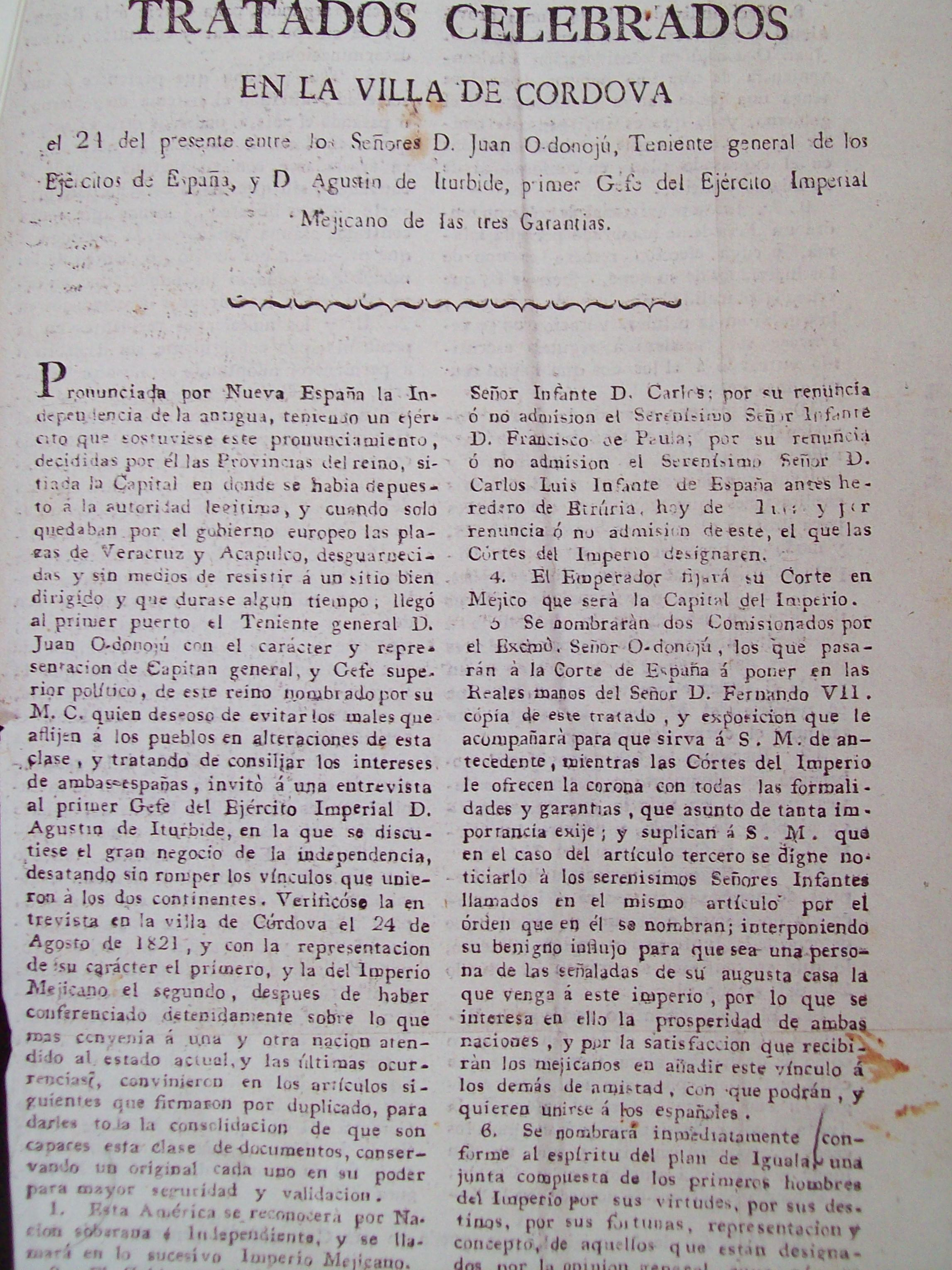
Eerste pagina van het verdrag

Het Verdrag van Córdoba werd getekend op 24 augustus 1821 in Córdoba (Veracruz). Het was een verdrag dat het plan van Iguala ratificeerde en waarbij de onafhankelijkheid van Mexico erkend werd.
Het verdrag werd getekend door Agustín de Iturbide namens het Mexicaanse Leger van de Drie Garantiën en Juan O'Donojú namens koning Ferdinand VII van Spanje. Volgens dit verdrag werd de kolonie Nieuw-Spanje een onafhankelijk keizerrijk. Ferdinand VII of een van zijn zoons zou keizer worden, en als die zou weigeren zou een andere Europese vorst worden gezocht. Wanneer men ook op die manier geen keizer kon vinden zou het Congres iemand aanwijzen, zodat uiteindelijk Iturbide keizer werd.
In 1822 verklaarde de nieuwe Spaanse regering het verdrag ongeldig en sindsdien beschouwde het Mexico weer als een Spaanse kolonie. Nadat in 1829 een heroveringspoging mislukte, besloot Spanje Mexico's onafhankelijkheid alsnog te erkennen.